# ستيف كارل (مقاتل)
ستيف كارل (بالإنجليزية: Steve Carl) هو فنان قتال مختلط أمريكي، ولد في 20 ديسمبر 1984 في بيلي بلين في الولايات المتحدة.

## وصلات خارجية
- ستيف كارل على موقع بيلاتور (الإنجليزية)
- ستيف كارل على موقع شيردوغ (الإنجليزية)
- ستيف كارل على موقع IMDb (الإنجليزية)